# Сацук, Павел Сергеевич
Павел Сергеевич Сацук (бел. Павел Сяргеевіч Сацук; род. 14 июля 2003, Губерня, Брестская область) — белорусский футболист, нападающий клуба «Формат».

## Карьера
Воспитанник брестского СДЮШОР, в котором выступал в юношеских командах. В 2021 году перешёл в брестское «Динамо», в котором стал выступать в дублирующем составе клуба. В первенстве дублёров отличился 10 голами, тем самым стал лучшим бомбардиром своей команды. К сезону 2022 года стал готовиться с основной командой. Дебютировал за клуб 19 марта 2022 года в матче против солигорского «Шахтёра». Провёл за клуб 9 матчей во всех турнирах, оставаясь игроком замены. С августа 2022 года перестал попадать в заявку основной команды клуба. В сезоне 2023 года футболист был игроком дублирующего состава брестского клуба. В июле 2023 года покинул клуб, расторгнув контракт по соглашению сторон.
В августе 2023 года стал игроком клуба «Формат».